# Elymus scribneri
Elymus scribneri là một loài thực vật có hoa trong họ Hòa thảo. Loài này được (Vasey) M.E.Jones mô tả khoa học đầu tiên năm 1912.